# 第48師団 (日本軍)
第48師団（だいよんじゅうはちしだん）は、日中戦争勃発後華中から華南を転戦し、第22軍隷下広東省に在った台湾混成旅団に、第6師団から転用された歩兵第47連隊を加え編成された、台湾を管轄区域とする常設師団である。

## 沿革
昭和15年（1940年）11月30日編成下令、編成に先立ち第22軍は廃止され、同年12月6日大陸命第477号により南支那方面軍戦闘序列に編入、南支那方面軍直轄から第23軍（大陸命第503号）隷下を経て、1941年（昭和16年）8月12日に大陸命第542号により第23軍戦闘序列を解かれ台湾軍隷下となり台湾に戻った。
その後、大東亜戦争（太平洋戦争・第二次世界大戦）開戦1ヶ月前の1941年（昭和16年）11月6日に再び動員された。第48師団は第5師団とともに揚陸能力を備えた機械化師団のうちの一つであり、極めて重要な存在だった。開戦後、まずは第14軍の主力としてフィリピンの攻略に従事した。マニラ占領後はバターン半島の攻略には向かわず、1942年（昭和17年）1月14日に蘭印作戦のため第16軍戦闘序列に編入され（大陸命第588号）、3月1日ジャワ島東部に上陸し、3月7日スラバヤを攻略した。5月にはS作戦に従事し、バリ島から先の小スンダ列島へ進出する。
蘭印作戦終了後はジャワ島の警備にあたり、1943年（昭和18年）1月に第19軍隷下となるが、1945年（昭和20年）2月28日第2方面軍戦闘序列に編入（大陸命第1265号）、そして同年6月13日に第2軍戦闘序列に編入（大陸命第1346号）、8月4日には再度第16軍戦闘序列に編入（大陸命第1370号）。
1945年（昭和20年）8月15日、旧ポルトガルとオランダの植民地ティモール島で昭和天皇の玉音放送を聴き作戦行動を中止する。しかし、旧宗主国オランダは西ティモールの奪還を目指し、独立直後のインドネシアとの間で戦争に入った。本師団はインドネシア政府の支援を受けて順次引き揚げ、任務を完遂した。

## 師団概要

### 歴代師団長
- 中川広 中将：1940年（昭和15年）12月2日 - 1941年（昭和16年）9月15日
- 土橋勇逸 中将：1941年（昭和16年）9月15日 - 1944年（昭和19年）11月22日
- 山田国太郎 中将：1944年（昭和19年）11月22日 - 終戦

### 参謀長
- 川越守二 大佐：1940年（昭和15年）12月2日 - 1943年5月4日[1]
- 宇垣松四郎 大佐：1943年（昭和18年）5月4日 - 1945年2月12日[2]
- 吉岡英太郎 大佐：1945年（昭和20年）2月12日 - 終戦[3]

### 最終所属部隊
- 台湾歩兵第1連隊（台湾台北県）：恒岡小文吾大佐
- 台湾歩兵第2連隊（台湾台南県）：田中透少将
- 歩兵第47連隊（本土大分県）：徳弘保衛大佐
- 戦車第4連隊：戒田達一大佐
- 捜索第48連隊：住田英夫中佐
- 山砲兵第48連隊：六反田壮吉大佐
- 工兵第48連隊：西本慶一少佐
- 輜重兵第48連隊：馬場和人大佐
- 第48師団通信隊：小池正次少佐
- 第48師団兵器勤務隊：興水忠治少佐
- 第48師団衛生隊：山本良三大佐
- 第48師団第1野戦病院：横尾正庸軍医少佐
- 第48師団第2野戦病院：原田純隆軍医少佐

## 年表
- 1940年（昭和15年）
  - 10月22日：台湾混成旅団は、南方作戦を考慮し、計画時期を前倒しして海南島においてを第48師団 (台南)に昇格[* 1]。順次新兵営に入った。
    - 歩兵第47連隊 (大分)：第6師団 (熊本)より抽出、編合。
    - 捜索第48連隊[* 2]：騎兵第6連隊補充隊 (熊本)において編成。
    - 山砲第48連隊：台湾山砲兵連隊を改編。
    - 工兵第48連隊：台湾工兵連隊を改編。
    - 輜重兵第48連隊：台湾臨時自動車隊、台湾輸送監視隊 基幹、輜重兵第6連隊補充隊 (熊本)において編成。
    - 師団通信隊：台湾混成旅団司令部付無線通信班 基幹。

  - 11月30日：馬匹編制を車輛編制に改編。[* 3]
  - 11月30日：南支那方面軍戦闘序列に編入。
  - 12月6日 ：南方作戦用に近衛師団・第48師団・第18師団は、熱地作戦・特に上陸作戦訓練を指示される。
  - 12月12日：師団司令部編成完結。
- 1941年（昭和16年）
  - 2月7日  ：師団編成完結。
  - 3月　　：援蒋ルート遮断のため華南の雷州･北海に上陸。付近の掃討。
  - 4月　　：福州作戦参加。
  - 7月23日：師団各補充隊を編成[* 4]。
  - 8月12日：第23軍より台湾軍隷下となり台湾に移動。
  - 8月23日：「第四十八師団訓練要綱」[* 5]に基づき、熱地に即応する練成を行い装備資材を整備。
  - 11月6日：太平洋戦争開戦1ヶ月前に動員下令[* 6]。第14軍 （比島作戦担当・本間雅晴中将）戦闘序列編入。
    - 馬匹を完全排除した完全車両編成の機械化師団であり、野戦師団に付属する病馬廠は編合されず、自動車の機動力強化を特色とした存在である[* 7]。
    - 揚陸能力も備えた機械化師団は第5師団 (広島)と第48師団の二つのみの特殊な国軍の至宝的な師団であった。
    - 捜索第48連隊は、日本陸軍としては初の自動二輪車60両集中配置を行った自動二輪車隊を設置した[* 8][* 9]。
    - 山砲第48連隊：第1～第3大隊 (自動車化各2コ中隊)、第4大隊 (駄馬2コ中隊)[* 10]
    - 開戦時兵力：事前補充要員含め 15663名（定員13452名・車両定数763輌）[* 11]。

  - 12月8日 ：大東亜戦争 開戦。
  - 12月10日：菅野支隊（台湾歩兵第2連隊の主力）が、ビガンに上陸。および田中支隊（台湾歩兵第2連隊第2大隊基幹）がアパリに上陸。
  - 12月17～18日：第48師団は、76隻の輸送船団に乗船し、台湾の高雄･基隆･馬公を出発。
  - 12月22日：師団主力が、比島リンガエン湾進入[* 12]。
  - 12月23日0500：先遣隊アゴー南方地区とアリンガイ付近に上陸。抵抗を受けるもロザリオを占領。[* 13]
  - 12月25日夕刻：アグノ河到着、渡河点占領。
  - 12月28日：アグノ河渡河。
  - 12月30日：タルラック市攻略戦。[* 14]

- 1942年（昭和17年）
  - 1月1日  ：本間軍司令官、第48師団・第16師団にマニラ市・キャビテ軍港・バタンガスの占領確保を命じる。
  - 1月2日 
    - ：マニラが、わずか11日で陥落。
    - ：大本営から第48師団と第5飛行集団を蘭印作戦の為に転用命令下る。

  - 1月14日：占領後はバターン半島の攻略には向かわず、蘭印作戦のため第16軍戦闘序列に編入[* 15]。
  - 2月8日  ：リンガエン湾出航。ホロ島に集結。
  - 2月19日：金村支隊（台湾歩兵第1連隊第3大隊基幹）がバリ島に上陸した。
  - 3月1日  ：師団主力が、爪哇島東部クラガンに上陸。
  - 3月2日  ：レンバン島、チエプーを攻略。ソロ河に架橋。
  - 3月4日  ：ケデリを攻略。プランタス河右岸に進撃。
  - 3月5日  ：ヌガウイ兵営突入。監禁中の邦人婦女子32人救出。
  - 3月6日  ：ハバト、ボロン、モジョケルト攻略。スラバヤを包囲。
  - 3月7日  ：スラバヤに突入。
  - 3月8日  ：蘭印東部兵団司令官イルヘン少将が降伏。
  - 3月9日  ：蘭印軍司令官が降伏指示ラジオ放送。
  - 4月23日：小スンダ列島戡定作戦発令。
  - 5月10日：S作戦発令。
  - 5月10日：歩兵第47連隊第3大隊の1コ中隊（藤田大尉）が、ロンボク島上陸･勘定作戦。（抵抗するものは皆無。25日：スラバヤに撤収）
  - 5月11日：歩兵第47連隊第3大隊の1コ中隊（佐野大尉）が、スンバワ島上陸･勘定作戦。（抵抗するものは皆無。22日：スラバヤに撤収）
  - 5月14日：歩兵第47連隊第3大隊の1コ中隊（大隊長宮地育三小佐指揮）が、フローレス島上陸･勘定作戦。（抵抗するものは皆無。20日：スラバヤに撤収）
  - 　　　　：蘭印作戦終了後は爪哇島の警備にあたる[* 16]。
  - 8月24日：師団は、スンダ列島戡定を終え、ガダルカナル島に向かう東方支隊（支隊長：第38歩兵団長伊東武夫少将、歩兵第228連隊基幹・名古屋[* 17]）との任務を引継ぎ、ティモール島（西部:蘭領・東部:葡領）転進が決定。
  - 9月5日  ：先遣隊の歩兵第47連隊（柳勇大佐）第2大隊がディリに上陸し東方支隊と任務交替。
    - 続いて主力も上陸。各地に分駐。同島及び小スンダ列島の戡定･警備。
      - クーパン：師団司令部・台湾歩兵第1連隊・山砲兵第48連隊・師団通信隊・兵器勤務隊・第1野戦病院
      - ディリ　：歩兵団司令部・歩兵第47連隊・師団衛生隊
      - ラウテン：台湾歩兵第2連隊・工兵第48連隊
      - オッス　：捜索第48連隊
      - ソエ　　：戦車第4連隊
      - ライバイ：迫撃第5大隊（昭和17年12月24日 隷下編入）
      - ※スラバヤ：第4野戦病院

    - ティモール島の掃討、警備。当初進駐形式で東部の葡国軍と共存。

  - 10月　  ：原住民蜂起による、葡総督の保護要請があり、東部を含むティモール全島の警備、治安維持。

- 1943年（昭和18年）
  - 1月6日 ：新設の第19軍（富永信政中将・アンボン）戦闘序列に編入[4][* 18]。
  - 後期　  ：ティモール島の一週道路と南北を連絡する６本の自動車道路（道路延長1000キロ）の建設工事を開始。
  - 9月30日：「絶対国防圏」の決定。
- 1944年（昭和19年）
  - 　　　  ：食料支給の定量半減及び現地自活を決心し、1万町歩（香川県の面積の約8割）の水田開拓を命じる。
  - 10月　  ：島内自動車道路ほぼ完成。

- 1945年（昭和20年）
  - 2月28日 ：第19軍廃止により第2方面軍編入（上部機関の統廃合）。
  - 5月13日 ：第2方面軍廃止により第2軍に編入　（上部機関の統廃合）。
  - 8月上旬 ：爪哇、ティモールより、約5,000名の昭南への戦力転進完了（海演習）[* 19]。
  - 8月2日  ：第48歩兵団司令部 復帰。
  - 8月4日  ：再び第16軍隷下となる。
  - 8月15日：『大東亞戰爭終結ノ詔書』を拝。
  - 8月16日：停戦。(在・ティモール島)
    - クーパン：師団司令部・師団通信隊・兵器勤務隊・第4野戦病院・第8防疫給水部[* 20]
    - ディリ　：歩兵第47連隊・山砲兵第48連隊・師団衛生隊
    - ラウテン：台湾歩兵第2連隊・工兵第48連隊
    - オッス　：捜索第48連隊
    - ソエ　　：戦車第4連隊[* 20]
    - アンボン島：第1野戦病院
    - スンバワ島ラバ：台湾歩兵第1連隊・第109兵站病院[* 20]

  - 9月1日 ：第2軍（豊嶋房太郎中将、セレベス）に編入。
  - 10月3日：師団長・山田国太郎中将が、クーパンにおいて豪軍への降伏文章に調印。

1. ↑  軍令甲第57号。
2. ↑  97式軽装甲車を国軍で初めて装備した部隊。
3. ↑  令甲第570号：南方作戦用の車輛編制師団として、近衛師団・第5師団とともに改編を下令された。
4. ↑  台湾歩兵第1連隊補充隊、台湾歩兵第2連隊補充隊、歩兵第47連隊補充隊、捜索第48連隊補充隊、山砲兵第48連隊補充隊、工兵第48連隊補充隊、輜重兵第48連隊補充隊、を編成。

台湾軍は1軍管1師管のため、1軍管2師管の朝鮮軍とは異なり、留守第48師団司令部は編成されず、各補充隊は台湾軍直属である。

そのため、制毒訓練所、兵器廠 も師団所属でなく台湾軍の直属である。
5. ↑  大陸指第945号
6. ↑  熊本師管の予備役、後備役を召集。
7. ↑  そのため、後に台湾軍の留守隊で編成された第50師団も馬匹を持たない車両編成であった。
8. ↑  乗馬斥候に代わる 自動二輪車による2名1組の斥候班で、1名は96式4号無線機を装備し、本隊との無線通話。1名は着剣可能な96式軽機関銃を装備、敵との不期遭遇に備えた。騎兵学校で、偵察行動（編制･装備･戦闘法）の研究･訓練を行われた、国軍初の実践部隊である。
9. ↑  昭和16年10月、実用実験隊として、捜索第48連隊に九七式自動二輪車などを60両集中配置した自動二輪車隊を設置し南方作戦に参加させた。さらに、比島での捜索第48連隊の活躍を参考にして、捜索第2連隊にも自動二輪車隊が増加されジャワ作戦に参加した。
10. ↑  連隊は従来の駄載（砲を分解して馬に載せて運搬する方式）の3コ大隊編成から、自動車編成の機械化山砲部隊へと改変がなされた。
11. ↑  主要な南方作戦使用部隊には、急速な作戦遂行、部隊展開を行わせるため、定員2割の補充員を、戦力増加補強を兼ねて事前補充された。

作戦終了時には、この増加人員を現地復員することにより、防衛守備警備部隊に捻出する目論見を含んでいた。
12. ↑  波高く上陸作業は、かなり困難だった
13. ↑  「アグノ攻略」の折りに、歩兵大隊に配属されていた「山砲兵第48連隊」隷下の山本岩夫大尉指揮の「山本中隊」が、歩兵戦闘に参加して、「貨車山砲」装備の車上から20発の榴弾を発射して支援射撃を行った。
14. ↑  「マニラ攻略戦」の前哨戦である、12月30日の「タルラック市攻略戦」で、「貨車山砲」初の機甲部隊に対する戦闘も生起した。

マニラ市を越えてコレヒドール半島方面へ後退する米比軍を遮断すべく、側面からタルラック市を攻略しようとする「上島支隊（第16師団歩兵第9連隊基幹）」の側面援護として、「台湾歩兵第2連隊」の第2大隊を基幹に編成された「菅野支隊（指揮官・菅野善吉少佐）」に配属された「山本中隊」装備の「貨車山砲」が、本邦戦史上初の「貨車山砲」による対機甲戦闘を展開した。

　 戦闘の詳細は、昭和16年12月30日未明、タルラック市近郊にて「M3」軽戦車13両を擁する米比混成の機械化部隊（戦車第192ないし第194大隊基幹）の攻撃を破砕した。 さらに同日午前9時には、「M3」軽戦車20両からなる米比連合の反撃部隊の蹂躙を受けて、肉薄攻撃で対抗している「上島支隊」の応援に掛けつけていた「山本中隊」は。車上射撃を開始して、戦闘開始より約10後に2両の「M3」軽戦車を破壊して、敵逆襲部隊を撃退している。
15. ↑  南方作戦日程繰上げ方針による。

計画は何回も変更されてきたが、それでも第14軍の想定より約4～5週間早い抽出である。

元をたどると、杉山参謀総長の昭和天皇の苦言と見栄から発しているが、南方軍の過度の達成指向と忖度を、参謀本部もやりすぎ感じていた。

視察中の大本営参謀 井本熊男中佐、竹田宮恒徳王少佐が「攻撃続行バターン先処理」を大本営打電直前に、一方的に南方軍から第14軍へ転用命令が発令された。帰京後の報告を聞いた第1部長田中新一中将は不信を感じ、その後視察した第2部6課長天野正一大佐も「攻略予想明言できない」と報告している。

であるが、この日程繰上げを行った結果、蘭印作戦は連合国軍の対策が間に合わず、少ない損害で成功を治めることができたのは、紛れもない事実である。
16. ↑  第48師団は、セイロン島攻略の準備を内命されていた。
17. ↑  第38師団
18. ↑  第19軍は、モルッカ諸島を中心に、西部ニューギニアからチモー ル島までの防衛を任務。
19. ↑  台湾歩兵第1連隊から第9・第10中隊、第2連隊から第3大隊1コ中隊、独立重砲兵第13連隊 等。
20. 1 2 3  第16軍隷下。